# Arnaldo Recalde
Arnaldo Joel Recalde Ramírez (n. Itauguá, Paraguay; 21 de mayo de 1991) es un futbolista paraguayo. Juega de defensor y su equipo actual es el Club 4 de Octubre de la Liga 25 de Diciembre.

## Trayectoria
Debutó en primera en el Club Libertad en el año 2011.

## Clubes
| Club             | País     | Año         | PJ | Goles |
| ---------------- | -------- | ----------- | -- | ----- |
| Libertad         | Paraguay | 2011        |    |       |
| Cerro Porteño PF | Paraguay | 2012        | 31 | 3     |
| Rubio Ñu         | Paraguay | 2013        | 30 | 0     |
| Libertad         | Paraguay | 2014        | 11 | 0     |
| Sol de América   | Paraguay | 2015 - 2017 | 60 | 1     |
| Resistencia S.C. | Paraguay | 2021        | 0  | 0     |

### Participaciones en Copas Nacionales
| Copa               | País     | Resultado     | Partidos | Goles |
| ------------------ | -------- | ------------- | -------- | ----- |
| Copa Paraguay 2018 | Paraguay | Por confirmar | 0        | 0     |